# Lake Avon
Lake Avon är en sjö i Australien. Den ligger i delstaten New South Wales, i den sydöstra delen av landet, omkring 80 kilometer sydväst om delstatshuvudstaden Sydney. Det är konstgjord sjö skapad genom dammen Avon Dam.
I omgivningarna runt Lake Avon växer i huvudsak städsegrön lövskog. Runt Lake Avon är det tätbefolkat, med 286 invånare per kvadratkilometer. Genomsnittlig årsnederbörd är 1 288 millimeter. Den regnigaste månaden är februari, med i genomsnitt 215 mm nederbörd, och den torraste är juli, med 34 mm nederbörd.